# Dashi, Anhui
Dashi (kinesiska: 大石) är en socken i östra Kina. Den ligger i Taihu härad i Anqing i provinsen Anhui, omkring 200 kilometer sydväst om provinshuvudstaden Hefei. Antalet invånare är 28486. Befolkningen består av 13 818 kvinnor och 14 668 män. Barn under 15 år utgör 14,0 %, vuxna 15-64 år 75 %, och äldre över 65 år 9,0 %.